# Vigna candida
Vigna candida là một loài thực vật có hoa trong họ Đậu. Loài này được (Vell.) Marechal & al. miêu tả khoa học đầu tiên.